# Odo de Novara

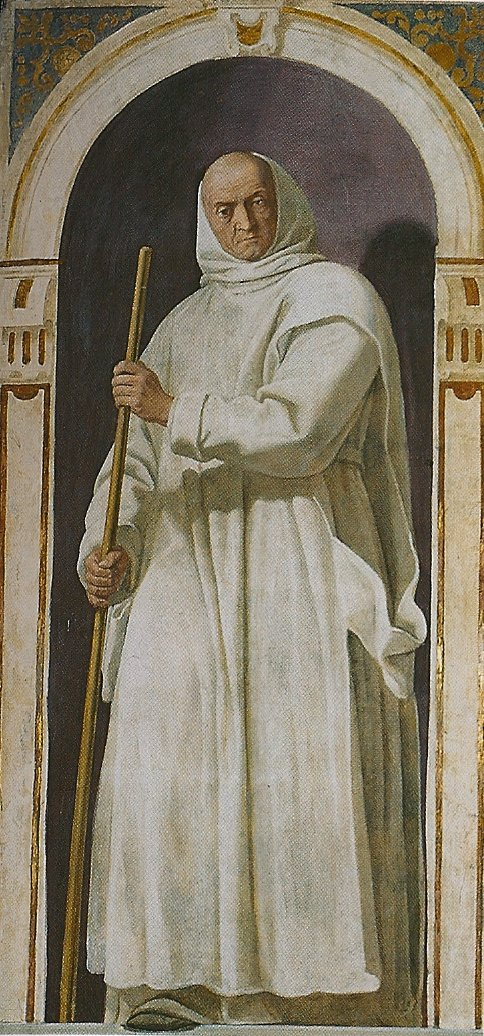
Pintura - Daniele Crespi (1629).

Odo de Novara (c. 1105 - 14 de janeiro de 1200) foi um padre católico italiano e membro professo dos cartuxos.  
O Papa Pio IX confirmou sua beatificação em meados de 1859. 

## Vida
Ele nasceu em Novara por volta de 1105 e foi nomeado prior da Cartuxa de Geirach na Eslovênia em 1189. Mas ele teve dificuldades com Dietrich - o bispo local - que o perseguiu. Odo foi a Roma em 1190 para solicitar ao Papa Clemente III que o dispensasse de seu cargo.   
Ele se tornou capelão após sua renúncia em um convento em Tagliacozzo. Odo morreu lá em 1200 aos 95 anos.

### Beatificação
Um processo de investigação sobre seu modo de vida foi iniciado a pedido do Papa Gregório IX.  O Bispo de Trivento Riccardo descreveu Odo como um "homem temente a Deus, modesto e casto, dedicado dia e noite à vigília e à oração, vestido apenas com roupas ásperas de lã, vivendo em uma pequena cela ... obedecendo sempre ao som da campainha quando o chamou para o ofício".